# Nokia 2710 Navigator
Il Nokia 2710 Navigator è un telefono cellulare prodotto dall'azienda finlandese Nokia e messo in commercio nel 2010. Il telefono, pur essendo nato come prodotto di fascia media, dispone del sistema GPS integrato e di mappe precaricate, pertanto si presta anche all'utilizzo come navigatore satellitare.

## Caratteristiche
- Dimensioni: 45,7 x 111,2 x 13,7 mm
- Massa: 87 g
- Risoluzione display: 240 x 320 pixel a 262.000 colori
- Durata batteria in conversazione: 4 ore
- Durata batteria in standby: 432 ore (18 giorni)
- Fotocamera: 2.0 megapixel
- Memoria: 65 MB espandibile con MicroSD fino a 2 GB
- Bluetooth